# イエスタディ・ウェント・トゥー・スーン
イエスタディ・ウェント・トゥー・スーン（Yesterday Went Too Soon）は、イギリスのロックバンド、フィーダーの2枚目のアルバム。1999年7月16日発売。
前作の「ポリシーン」と比較して、フィーダーのメロディアスな側面をより明確にしたアルバムとなった。このアルバムを引っ下げてフジ・ロック・フェスティバルに初出演した。

## 楽曲
1. アナセティック(Anaesthetic)
2. インソムニア(Insomnia)
3. ピクチャー・オブ・パーフェクト・ユース(Picture of Perfect Youth)
4. イエスタデイ・ウェント・トゥー・スーン(Yesterday Went Too Soon)
5. ウェイティング・フォー・チェンジズ(Waiting For Changes)
6. レイディオマン(Radioman)
7. デイ・イン・デイ・アウト(Day In Day Out)
8. ティンセル・タウン(Tinsel Town)
9. ユー・アー・マイ・エヴァーグリーン(You Are My Evergreen)
10. ドライ(Dry)
11. ソー・ウェル(So Well)
12. ペーパーフェイセス(Paperfaces)
13. アイ・ニード・ア・バズ(I Need a Buzz)（日本盤ボーナストラック）
14. キャント・ダンス・トゥ・ディスコ(Can't Dance To Disco)（日本盤ボーナストラック）

## 備考
- 収録曲はUK盤と異なり、「Hole In My Head」のみ日本盤には未収録となっている。
- 2000年には、メンバー自身が選んだアルバム未収録曲のみを集めた「Another Yesterday...」が日本のみで発売された。